# Bert Greene
Bert Greene, född 11 februari 1944 i Gray i Georgia, är en amerikansk golfspelare som spelade på PGA-touren 1964, 1967–1975, 1979 och 1993–1995, och tjänade då ungefär 250 000 dollar i prispengar.
Greene studerade vid University of Tennessee där han spelade golf. Han vann en PGA-tävling under sin proffskarriär och kom tre gånger på andra plats.

## Meriter

### PGA-segrar
- 1973 Liggett Myers Open